# Swan River (circonscription électorale)
Pour les articles homonymes, voir Swan River.
Circonscription électorale provinciale du Canada
Swan River est une circonscription électorale provinciale du Manitoba (Canada).

## Liste des députés
| Swan River | Swan River           | Swan River                | Swan River     | Swan River  | Swan River |
| Nom        | Nom                  | Parti                     | Mandat         | Législature |            |
| ---------- | -------------------- | ------------------------- | -------------- | ----------- | ---------- |
|            | James Wells Robson   | Conservateur              | 1903 - 1907    | 11e         |            |
|            | James Wells Robson   | Conservateur              | 1907 - 1910    | 12e         |            |
|            | Daniel D. McDonald   | Libéral                   | 1910 - 1914    | 13e         |            |
|            | William Henry Sims   | Libéral                   | 1914 - 1915    | 14e         |            |
|            | William Henry Sims   | Libéral                   | 1915 - 1920    | 15e         |            |
|            | Robert Emmond        | United Farmers            | 1920 - 1922    | 16e         |            |
|            | Robert Emmond        | Progressiste              | 1922 - 1927    | 17e         |            |
|            | Andrew McCleary      | Progressiste              | 1927 - 1932    | 18e         |            |
|            | George Renouf        | Progressiste-conservateur | 1932 - 1936    | 19e         |            |
|            | George Renouf        | Progressiste-conservateur | 1936 - 1941    | 20e         |            |
|            | George Renouf        | Progressiste-conservateur | 1941 - 1945    | 21e         |            |
|            | George Renouf        | Progressiste-conservateur | 1945 - 1949    | 22e         |            |
|            | George Renouf        | Progressiste-conservateur | 1949 - 1953    | 23e         |            |
|            | George Renouf        | Progressiste-conservateur | 1953 - 1958    | 24e         |            |
|            | Albert H. C. Corbett | Progressiste-conservateur | 1958 - 1959    | 25e         |            |
|            | Albert H. C. Corbett | Progressiste-conservateur | 1959 - 1962    | 26e         |            |
|            | James Bilton         | Progressiste-conservateur | 1962 - 1966    | 27e         |            |
|            | James Bilton         | Progressiste-conservateur | 1966 - 1969    | 28e         |            |
|            | James Bilton         | Progressiste-conservateur | 1969 - 1973    | 29e         |            |
|            | James Bilton         | Progressiste-conservateur | 1973 - 1977    | 30e         |            |
|            | Douglas Gourlay      | Progressiste-conservateur | 1977 - 1981    | 31e         |            |
|            | Douglas Gourlay      | Progressiste-conservateur | 1981 - 1986    | 32e         |            |
|            | Len Harapiak         | Néo-démocrate             | 1986 - 1988    | 33e         |            |
|            | Parker Burrell       | Progressiste-conservateur | 1988 - 1990    | 34e         |            |
|            | Rosann Wowchuk       | Néo-démocrate             | 1990 - 1995    | 35e         |            |
|            | Rosann Wowchuk       | Néo-démocrate             | 1995 - 1999    | 36e         |            |
|            | Rosann Wowchuk       | Néo-démocrate             | 1999 - 2003    | 37e         |            |
|            | Rosann Wowchuk       | Néo-démocrate             | 2003 - 2007    | 38e         |            |
|            | Rosann Wowchuk       | Néo-démocrate             | 2007 - 2011    | 39e         |            |
|            | Ron Kostyshyn        | Néo-démocrate             | 2011 - 2016    | 40e         |            |
|            | Rick Wowchuk         | Progressiste-conservateur | 2016 - 2019    | 41e         |            |
|            | Rick Wowchuk         | Progressiste-conservateur | 2019 - 2023    | 42e         |            |
|            | Rick Wowchuk         | Progressiste-conservateur | 2023 - présent | 43e         |            |